# Isabel Medina
Isabel Medina (Hermigua, La Gomera, 20 de junio de 1943) es una poeta, narradora y dramaturga española.

## Biografía
Isabel Medina Brito nació en Hermigua, en la isla de La Gomera, en 1943, pero ha vivido la mayor parte de su vida en la isla de Tenerife, primero en Güímar y posteriormente en Granadilla de Abona, donde trabajó como maestra.
Su primer libro fue publicado en 1982 por el Centro de la Cultura Popular Canaria. Posteriormente fue consolidando su carrera profesional en el terreno de la literatura infantil y juvenil. Su primera novela de adultos apareció publicada en (2003). 
Fue incluida en el tomo VI de Poetas de nuestro Tiempo de ediciones Ronda (Barcelona, 1986). Artistas canarios como el grupo Taburiente, Taller Canario de la Canción, Verode, y Marisa, su hija, han musicalizado algunos de sus textos.
Cuenta con una amplia producción de literatura infantil y juvenil, tanto en el género de la narrativa, como en poesía, teatro y letras de canciones.

## Narrativa infantil-juvenil
- Cuentos Canarios para Niños I, Centro de la Cultura Popular Canaria, 1983.
- Cuentos Canarios para Niños II, Cabildo de Tenerife y Centro de la Cultura Popular Canaria, 1991.
- Cuentos Canarios para Niños III, 1994.
- Viaje fantástico por las Islas Canarias, col. El Volcán, Anaya, 1996.
- Alizulh. El mundo mágico de las leyendas canarias, col. El Volcán, Anaya, 2000.
- Piel de Luna, col. El Volcán, Anaya, 1999.
- De parte de don Quijote, col. El Volcán, Anaya, 2000.
- El Corazón de la Montaña Roja, Área de Medio Ambiente de Tenerife y Centro de la Cultura Popular Canaria, 2003.
- La sirenita Mary Paz, col. El Volcán, Anaya, 2004.
- El tesoro del pirata Cabeza Perro, Cabildo de Tenerife, editorial Anaya, 2007.
- El guardián del malpaís, Cabildo de Tenerife, editorial Anaya, 2007.
- El pirata Pata de Palo, CAM-PDS, 2008.
- El secreto de Sofía, Ediciones Idea, 2010.

## Poesía infantil
- La canción del Alisio, Cabildo de Tenerife y el Centro de la Cultura Popular Canaria, 1990.
- La princesa vagabunda y otros poemas, col. El Volcán, Anaya, 2006.

## Teatro infantil
- Teatro Canario para los más jóvenes, Cabildo de Tenerife y Centro de la Cultura Popular Canaria, 1992.
- El misterio de la Montaña Roja, Cabildo de Tenerife, 2004.
- Perdidos en la Montaña Roja, Cabildo de Tenerife, 2004.
- Granadilla y el Caballero Tiempo, Idea, 2009.

## Ensayo infantil-juvenil
- Iniciación a la Literatura Canaria, Centro de la Cultura Popular Canaria, 1986.

## Poesía
- Gánigo de ausencia, Centro de la Cultura Popular Canaria, 1982.
- Chácaras de silencio, Centro de la Cultura Popular Canaria, 1986.
- Antología poética, Cabildo de Tenerife y Centro de la Cultura Popular Canaria, 1991.
- Tara, poemas y canciones, Centro de la Cultura Popular Canaria, 1995.
- Las sandalias de la Luna, col. Micromeria, editorial Idea, 2009.

fue una de las mejore ilustradoras.

## Libretos de ópera
- La leyenda de Guayota, música de Francisco González Afonso.
- Baralides, música de Francisco González Afonso, editorial Periferia Sheet Music, 2010.
- Olympe, música de Francisco González Afonso.